# Brachycerodesmus oxapampaensis
Brachycerodesmus oxapampaensis är en mångfotingart som beskrevs av Kraus 1960. Brachycerodesmus oxapampaensis ingår i släktet Brachycerodesmus och familjen Fuhrmannodesmidae. Inga underarter finns listade i Catalogue of Life.